# فشار زمان
فشار زمان (به انگلیسی: Press for Time) فیلم کمدی بریتانیایی محصول سال ۱۹۶۶ به کارگردانی رابرت اشر و با بازی نورمن ویزدوم است. فیلمنامه این اثر توسط ادی لزلی و نورمن ویزدوم و بر اساس رمان سال ۱۹۶۳ بله بله، به نویسندگی آنگوس مک‌گیل ساخته شده‌است. این فیلم تا حدودی در شهرک تینموث واقع در دوون فیلمبرداری شده‌است. این آخرین فیلمی بود که ویزدوم با کمپانی رنک اورگانیزیشن همکاری داشت.